# Sébastien Tortelli
Sébastién Tortelli, född 1978 i Frankrike, är en fransk motocrossförare. Han blev världsmästare i 125cc 1996 och i 250cc 1998. Efter sista VM-titeln har han tävlat i USA.